# Massimo Quaini
Massimo Quaini (Celle Ligure, 5 maggio 1941 – Genova, 21 novembre 2017) è stato un geografo italiano.

## Biografia
Professore di geografia presso l'Università di Genova (e tra il 1990 e il 1996 presso quella di Bari), è considerato uno dei massimi esponenti tra gli studiosi (in lingua italiana) delle idee marxiste nella storia della geografia. 
In un suo libro del 1991 egli stesso descriveva come casuale l'inizio della sua carriera come geografo:
(Massimo Quaini, Tra geografia e storia, 1991, pp. 8-9, 2001)
Il suo lavoro più citato Marxismo e geografia, pubblicato nel 1974, è stato tradotto in olandese (1977), portoghese (1979), inglese (1982) e spagnolo (1985).
Il suo lavoro seguente, La costruzione della Geografia umana, è stato pubblicato nel 1981 in lingua spagnola e nel 1992 nella traduzione portoghese.
La traduzione in inglese Geography and Marxism, del 1982, è stata effettuata dalla casa editrice: Quaini infatti conosceva bene solamente la lingua francese. 
Dal 1978 Quaini è stato fondatore e redattore della rivista "Hérodote-Italia", che si ispirava alla rivista francese "Hérodote" fondata dal geografo  Yves Lacoste.
Dopo numerosi interventi sulla storia delle esplorazioni geografiche nell'età di Colombo, assieme a Ilaria Luzzana Caraci e Francesco Surdich fu tra i fondatori del Centro Italiano per gli Studi Storico Geografici (CISGE), ricoprendo per anni il ruolo di coordinatore della sezione Storia della Geografia.
Dal 2003 Massimo Quaini è stato presidente dell'Associazione ambientalista Memorie&Progetti di Pieve Ligure con la quale ha fondato l'Osservatorio dei due Golfi Paradiso e del Tigullio.
Il suo contributo in inglese sulla storia della cartografia in Liguria, Piemonte e Sardegna nell'età moderna (Cartographic Activities in the Republic of Genoa, Corsica, and Sardinia during the Renaissance) è apparso nella famosa raccolta History of Cartography curata da Brian Harley e David Woodward.
Il volume sulla rappresentazione della Cina nelle carte di produzione europea (scritto insieme a Michele Castelnovi) è stato tradotto in inglese nel 2007 e in cinese nel 2015.

## Opere
- Marxismo e geografia. 1974. ISBN 978-0631128168
- La costruzione della geografia umana. 1975. ISBN 978-8428104067
- Dopo la geografia. 1978.
- Tra geografia e storia: un itinerario nella geografia umana. 1992.
- La mongolfiera di Humboldt: dialoghi sulla geografia, ovvero sul piacere di cercare sulla luna la scienza che non c'è. 2001. ISBN 978-8881031344
- Cartographic Activities in the Republic of Genoa, Corsica, and Sardinia during the Renaissance, in The History of Cartography, a cura di David Woodward, volume III, Cartography in European Renaissance, Chicago, Chicago University Press, 2005.
- L'ombra del paesaggio. L'orizzonte di un'utopia conviviale. 2006. ISBN 978-8881032303
- Il mito di Atlante. Storia della cartografia occidentale in età moderna. 2006. ISBN 978-8895051024
- Visioni del celeste impero: l'immagine della Cina nella cartografia occidentale. 2007. Co-Autor: Michele Castelnovi. ISBN 978-8895051031 (tradotto in inglese nel 2007; ed in cinese nel 2015).
- Levanto nella Storia, I - Dall'archivio al territorio, Compagnia dei Librai, Genova, 1987
- Levanto nella Storia, II - Il viaggio dello sguardo - Immagini da una collezione di cartoline, Compagnia dei Librai, Genova 1991
- Levanto nella Storia, lll - Dal piccolo al grande mondo - I levantesi fuori di Levanto, Compagnia dei Librai, Genova, 1993

## Interventi
- La conoscenza del territorio ligure fra Medio evo ed età moderna. 1981. ISBN 978-8870580013
- Carte e cartografi in Liguria. 1986. ISBN 978-8870582123
- Liguria: porta europea del Mediterraneo. 1998. ISBN 978-8870586923
- Una geografia per la storia dopo Lucio Gambi 2008 (numero monografico della rivista "Quaderni Storici"). ISBN 978-8815123473
- Atkinson, David (2000): Geopolitical imaginations in modern Italy. In: Geopolitical Traditions: Critical Histories of Century of Political Thought, a cura di Klaus J. Dodds und David Atkinson, London (Routledge), 93–117: 107–108.